# Román Torán Albero
Román Torán Albero (Gijón, 8 d'octubre de 1931 - Madrid, 1 d'octubre de 2005) fou un jugador d'escacs espanyol i periodista esportiu i divulgador d'aquesta especialitat. Mestre Internacional d'escacs des de 1954 i Àrbitre Internacional des de 1957, fou dos cops Campió d'Espanya, els anys 1951 i 1953.

## Inicis
De nen va destacar per les seves excepcionals qualitats per als escacs, virtuts que va desplegar en el Casino de la Unión, que estava damunt del desaparegut Cafè Alcázar, avui Play Gallery, en la cantonada de la gijonesa carrer Corrida amb Munuza. Allí va travar nombroses amistats, entre les quals cal destacar la que va llaurar amb el també jugador d'escacs Pablo Morán.

## Resultats esportius

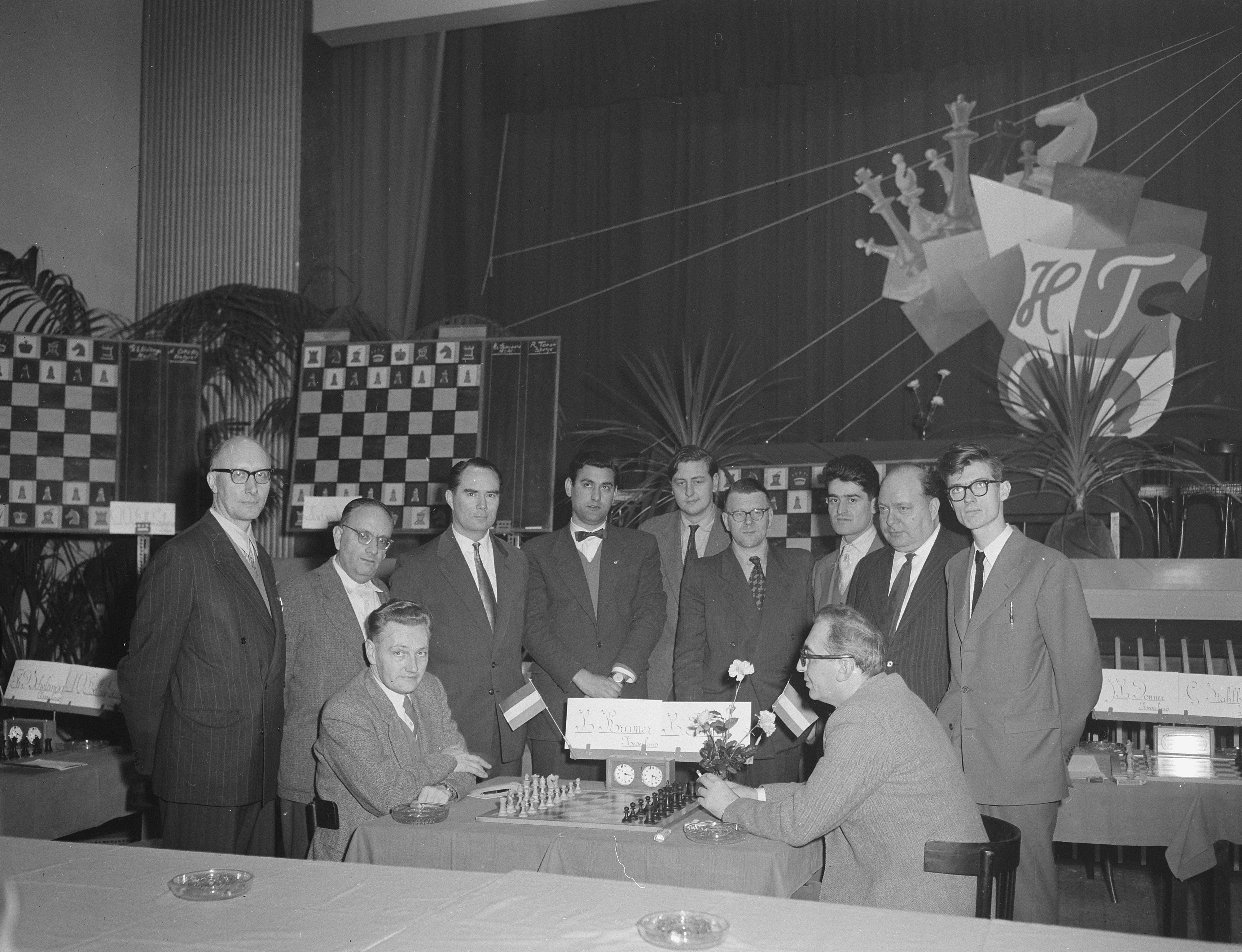
Román Torán (amb corbata de llaç), el 1957.

En la seva carrera esportiva va recollir molts resultats de relleu en proves nacionals i internacionals, individuals i per equips.
Va ser dues vegades campió d'Espanya; l'any 1951 superant el Gran Mestre Arturo Pomar i el 1953 superant el jugador Rodrigo Rodríguez Rodríguez.
Va ser dues vegades campió d'Astúries en els anys 1950 i 1951.
Va participar representant a Espanya en les Olimpíades d'escacs en sis ocasions, en els anys 1958 a Múnic, 1960 a Leipzig, 1968 a Lugano, 1970 a Siegen, 1972 a Skopje i 1974 a Niça, al Campionat d'Europa d'escacs per equips en dues ocasions, en els anys 1961 a Oberhausen i 1970 a Kapfenberg i a la Copa Clare Benedict en nou ocasions, els anys 1958 a Neuchâtel, 1959 a Lugano, 1965 a Berlín Oest, 1967 a Leysin, 1968 a Bad Aibling, 1969 a Adelboden, 1970 a Paignton, 1971 a Madrid i 1972 a Viena.

## Divulgació dels escacs
També va fer tasques informatives, didàctiques i d'organització en el camp dels escacs. Aquestes últimes van culminar en la presidència de la Federació Espanyola d'Escacs (1988 a 2000). A més, va exercir el càrrec de president adjunt de la Federació Internacional (1982 a 1990), de la qual era membre d'honor i del consell executiu, durant el llarg mandat del filipí Florencio Campomanes. Durant aquest període es va guanyar l'enemistat declarada de Kasparov, que ho va acusar d'afavorir els interessos d'Anatoli Kàrpov en els matxs que tots dos van disputar pel títol mundial d'escacs.
Va ser pròdig divulgador dels escacs a Espanya: autor d'una trentena de llibres, director de revistes especialitzades (va fundar, va editar i va dirigir Ajedrez Español i la prestigiosa revista d'escacs Ocho por ocho), cursos d'escacs per correu. Com a periodista va treballar en periòdics històrics com Arriba i Pueblo, així com en l'esportiu Marca. Va ser col·laborador habitual de La Vanguardia de Barcelona des de 1955. En aquest mateix any, concretament el 13 d'octubre, Torán va participar en una partida simultània amb diferents aficionats de la secció d'escacs de l'anomenat Cercle Artístic (Cercle Artístic), a Tortosa, Tarragona. El 1998 va festejar la publicació del seu problema número 10.000 en La Vanguardia. Després de publicar un total de 12.775 problemes en aquesta secció diària de La Vanguardia, el 24 d'octubre de 2005 va ser succeït en aquesta labor per Miguel Illescas. També va col·laborar en ABC de Madrid durant molts anys com a analista de partides i autor del problema que es publicava a les seves pàgines finals.
Un exemple de la seva tasca divulgadora és la Cartilla de ajedrez, que va formar part del Pla Nacional de Promoció que ell mateix va crear, va promoure i va dirigir des del seu càrrec en la Delegació Nacional d'Esports, i que en els anys 70 va vendre més de dos milions d'exemplars només en castellà i va servir perquè milers de nens aprenguessin a gaudir amb l'esport al que ell va estar dedicat tota la seva vida. Es tracta d'una de les publicacions d'escacs de major tiratge de la història. Es va traduir a diversos idiomes, entre ells l'anglès i l'àrab. Román Torán va cedir sempre, de franc, els seus drets d'autor, un riu de milions, de forma altruista a la difusió dels escacs a tot el món. En el seu homenatge, la Federació d'Escacs del Principat d'Astúries organitza des de 1985 el torneig d'escacs Román Torán, destinat a fomentar els escacs entre els més joves.

## Aportació literària
Román Torán va escriure els següents llibres sobre escacs:
- Problemas de ajedrez 1, editorial Bruguera.
- Problemas de ajedrez 2, editorial Bruguera.
- Problemas de ajedrez 3, editorial Bruguera.
- Problemas de ajedrez 4, editorial Bruguera.
- Temas estrategicos de ajedrez, editorial Brugera, ISBN, any.
- Cartilla de ajedrez. Delegació Nacional d'Educació Física i Esports. Servei de Publicacions de l'Institut Nacional d'Educació Física d'Espanya. Edita Doncel. Madrid, 1971.
- El ajedrez, editorial Doncel, ISBN, any 1972.
- Primer curso de ajedrez, editorial Eseuve, ISBN 8487301800, any 1996.
- Segundo curso de ajedrez, editorial Eseuve, ISBN 9788487301810, any 1996.
- 200 problemas de ajedrez, editorial Zugarto, ISBN 9788488155641, any 1999.

## Mort
Va morir el dia 1 d'octubre de 2005 a Madrid després de llarga batalla amb el càncer, i les seves restes van ser traslladades al columbari de Gijón.

## Partides notables
La seva partida més coneguda possiblement és la següent:
Toran Albero, R - O'Kelly de Galway, A [I11]
Palma (8), 1967
1. d4 Nf6 2. c4 i6 3. Nf3 Bb4+ 4. Nbd2 d5 5. a3 Be7 6. i3 O-O 7. Bd3 c5 8. dxc5 Bxc5 9. O-O a5 10. b3 Nc6 11. Bb2 Qe7 12. Bxf6 gxf6 13. cxd5 exd5 14. Nh4 Ne5 15. Bf5 Ng6 16. Qh5 Rd8 (16... Bxa3 17. Bxc8 Rfxc8 18. Nf5 Qf8 19. Nf3 Bb4 20. h3 Rc5 21. Nh2 Bc3 22. Rad1 {amb lleu avantatge blanc}) 17. Ndf3 Be6 18. Nd4 Bxd4 19. exd4 Bxf5 20. Nxf5 Qe4 (20... Qd7 21. f4 Kh8 22. g4 Rg8 23. Nh6 Rg7 24. Rau1 Ne7 25. Nxf7+ Kg8 26. Nh6+ Kh8 27. Re3 a4 28. b4) 21. g3 Qe6 {un greu error} ({Una mica millor era la variant} 21... Ne7 22. Nh6+ Kg7 23. Qxf7+ Kxh6 24. Rfe1 Rf8 25. Qxe7 Qxe7 26. Rxe7 a4 27. b4 Rab8 28. Rc1 Rfe8 29. Rd7 Rbc8 30. Rc5 b6 31. Rcxd5 Rc3 32. R5d6) 22. Rau1 Qd7 (22... Qc8 23. Re7 Qxf5 (23... Nxe7 24. Nxe7+) 24. Qxf5 Nxe7 25. Qxf6 Nc6 26. h4 Rd7 27. h5 h6 28. Rd1 Re8 29. Qxh6 Re6 30. Qg5+) 23. Re3 ({Àdhuc era millor} 23. g4) 23... Kh8 24. g4 Rg8 {l'últim error, permet mat forçat en 6 jugades.} (24... Qe8 25. Rxe8+ Rxe8 26. Nd6 Re7 27. Qxd5 Kg8 28. Nf5 {amb avantatge aclaparant}) 25. Qxh7+ Kxh7 26. Rh3+ Nh4 27. Rxh4+ Kg6 28. Rh6+ Kg5 29. f4+ *